# Open di Francia 2011 - Doppio leggende over 45
Andrés Gómez e John McEnroe erano i detentori del titolo, ma hanno perso in finale contro Guy Forget e Henri Leconte 6–3, 5–7, [10–8].

## Tabellone

### Legenda
| - Q = Qualificato - WC = Wild card - LL = Lucky loser | - ALT = Alternate - SE = Special Exempt - PR = Protected Ranking | - w/o = Walkover - r = Ritirato - d = Squalificato |

### Finale
|  | Finale                    |                           |   |   |      |  |
|  |                           |                           |   |   |      |  |
|  | Guy Forget Henri Leconte  | Guy Forget Henri Leconte  | 6 | 5 | [10] |  |
|  | Andrés Gómez John McEnroe | Andrés Gómez John McEnroe | 3 | 7 | [8]  |  |

### Gruppo A
|  |                                | Forget Leconte      | Năstase Sánchez | Bahrami Woodforde   | RR V–P | Set V–P | Game V–P | Posizione |
|  | Guy Forget Henri Leconte       |                     | 6–3, 6–2        | 6(5)–7, 6–2, [10–8] | 2–0    | 4–1     | 25–14    | 1         |
|  | Ilie Năstase Emilio Sánchez    | 3–6, 2–6            |                 | 6–3, 7–5            | 1–1    | 2–2     | 18–20    | 2         |
|  | Mansour Bahrami Mark Woodforde | 7–6(5), 2–6, [8–10] | 3–6, 5–7        |                     | 0–2    | 1–4     | 17–26    | 3         |

La classifica viene stilata in base ai seguenti criteri: 1) Numero di vittorie; 2) Numero di partite giocate; 3) Scontri diretti (in caso di due giocatori pari merito ); 4) Percentuale di set vinti o di games vinti (in caso di tre giocatori pari merito ); 5) Decisione della commissione.

### Gruppo B
|  |                               | Gómez Santos McEnroe | Cash McNamara    | Pernfors Wilander | RR V–P | Set V–P | Game V–P | Posizione |
|  | Andrés Gómez John McEnroe     |                      | 6–1, 2–6, [10–8] | 7–6(5), 7–6(4)    | 2–0    | 4–1     | 23–19    | 1         |
|  | Pat Cash Peter McNamara       | 1–6, 6–2, [8–10]     |                  | 6–2, 6–3          | 1–1    | 3–2     | 19–14    | 2         |
|  | Mikael Pernfors Mats Wilander | 6(5)–7, 6(4)–7       | 2–6, 3–6         |                   | 0–2    | 0–4     | 17–26    | 3         |

La classifica viene stilata in base ai seguenti criteri: 1) Numero di vittorie; 2) Numero di partite giocate; 3) Scontri diretti (in caso di due giocatori pari merito ); 4) Percentuale di set vinti o di games vinti (in caso di tre giocatori pari merito ); 5) Decisione della commissione.